# Bálványoscsaba
Bálványoscsaba (románul: Ceaba) falu Romániában, Erdélyben, Kolozs megyében.

## Fekvése
Déstől légvonalban kb. 20 km-re délkeletre fekvő település.

## Története
A falu nevét 1315-ben Chaba alakban említette először oklevél, mint László volt erdélyi vajda fiainak birtokát, melynek népeit Babos és Bőd használatától tiltották.
1332-ben mint egyházas helyet említették, lakossága magyar volt.
1457-ben Chaba néven Bálványosvár tartozéka volt. Birtokosai fele-fele részébe a Várdaiak és L. Dezsőfiak, majd 1456-ban a Bánffyak, 1458-ban Vingárdi Geréb János, 1467-ben a váradi püspök, 1500 után pedig Szamosújvár birtokolta.
A trianoni békeszerződés előtt Szolnok-Doboka vármegye Kékesi járásához tartozott.
1910-ben 545 lakosából 538 fő román, 7 német volt. A lakosság közül 534 fő görögkatolikus, 7 izraelita volt.
A 2002-es népszámláláskor 286 lakosa közül 285 fő (99,7%) román, 1 (0,3%) magyar volt.